# Stefan Persson

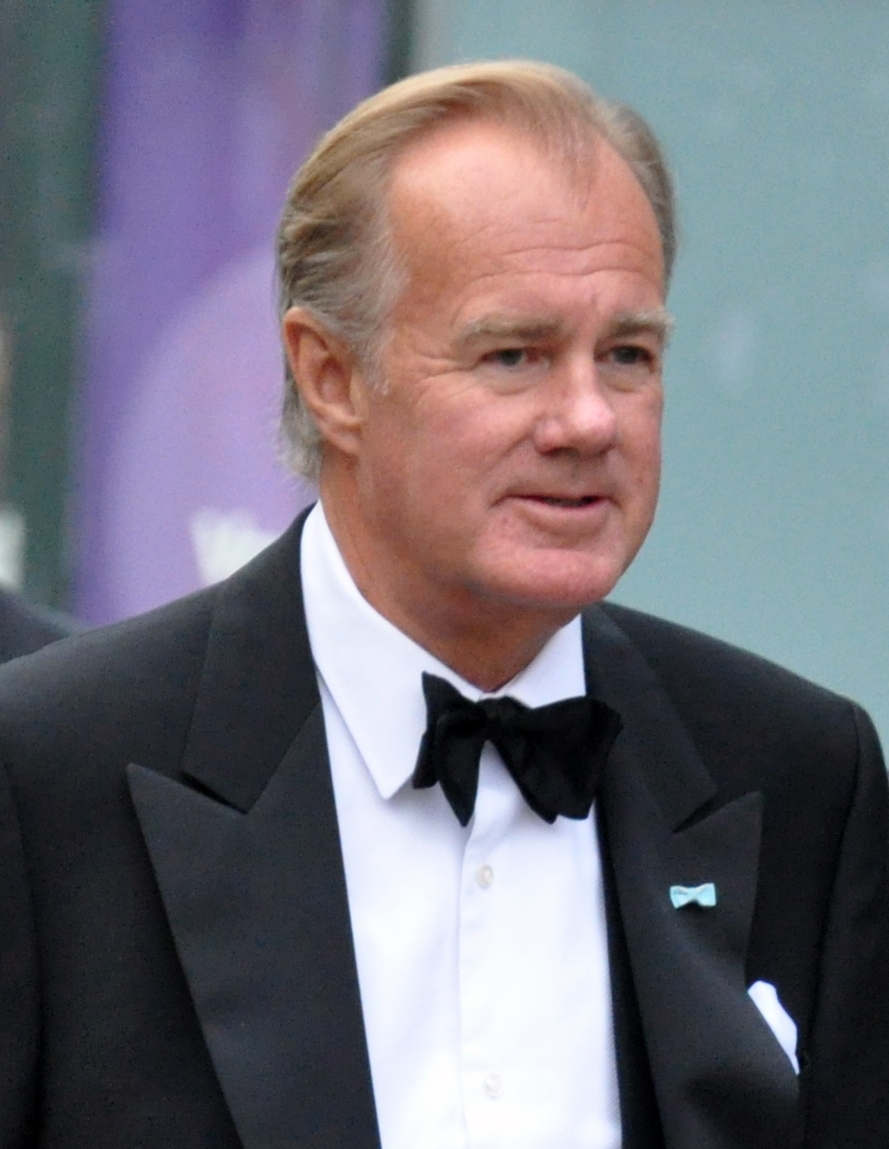
Stefan Persson

Stefan Persson (Stockholm, 4 oktober 1947) was directeur van het modeconcern Hennes & Mauritz vanaf 1982 tot 2000. Met een vermogen van 17,7 miljard dollar (2008) behoort hij tot de 50 rijkste mensen ter wereld.
Zijn vader Erling Persson was oprichter van de modeketen, maar Stefan was verantwoordelijk voor de sterke groei van het aantal winkels binnen Europa. Tussen 1989 en 1994 wordt de winst zelfs vertienvoudigd en in heel Europa wordt het aantal winkels land voor land uitgebreid.

## Trivia
Persson is eigenaar van het Engelse dorp Linkenholt.